# 委內瑞拉駝背脂鯉
委內瑞拉駝背脂鯉（学名：Cyphocharax meniscaprorus），為輻鰭魚綱脂鯉目脂鯉亞目無齒脂鯉科的其中一個種，分布於南美洲Aro河流域，體長可達5.7公分，棲息在河川中底層水域，生活習性不明。